# 韩永生
韩永生（1963年12月—），女，安徽无为人，中华人民共和国政治人物。

## 生平
1978年9月至1981年8月，在芜湖师范学校学习。1981年参加工作，历任芜湖市褐山小学教师，芜湖市四褐山区团委干事、副书记，共青团安徽省芜湖市委联络部副部长、部长、办公室主任。1987年12月加入中国共产党。1985年9月至1988年7月，参加安徽师范大学夜大政治专业学习获大专学历。
1996年4月，任芜湖市鸠江区副区长。1996年7月，任鸠江区委委员、常务副区长。1996年9月至1997年6月，在安徽省委党校中青年干部培训班学习。1996年9月至1998年12月，参加中央党校函授学院政法专业学习获大学学历。1998年2月，任芜湖市南陵县委副书记、县长。2000年9月至2003年7月，参加安徽省委党校在职研究生班经济管理专业学习获研究生学历。2003年2月，任南陵县委书记。2003年4月，任南陵县人大常委会主任。
2004年7月，任安徽省宣城市委常委、组织部部长。2008年3月至2009年1月，在中央党校第八期中青年干部培训二班学习。2009年3月至2011年1月，参加中央党校在职研究生科学社会主义专业学习获研究生学历。2011年1月，任宣城市人民政府常务副市长。2014年8月，任安徽省供销合作社联合社监事会主任。
2017年5月，任安徽省质量技术监督局党组书记、局长。2018年11月，任安徽省市场监督管理局党组书记、局长。2023年1月，任安徽省政协教科卫体委员会主任。
2023年2月，当选为第十四届全国人大代表。